# Ciudad Real (Villa Nueva)
Ciudad Real es una localidad situada en la zona 12 del Municipio de Villa Nueva, Guatemala. Está asentada en el noreste del Valle de La Virgen, a una distancia de 8.8 kilómetros del centro de la Cabecera Municipal de Villa Nueva y a 12.5 kilómetros de la zona 1 de la ciudad capital.
Dentro de la colonia podemos mencionar por ubicación a Ciudad Real 1 y 2 que es divida normalmente por lo largo de la línea férrea que atraviesa la toda la colonia, también existen los Anexos 1, 2, 3 y 4 así como los diferentes sectores de la avenida del ferrocarril, ciudad en la cual vive el magnate Alias el Perro, controlando el flujo de efectivo principal del mercado de la colonia.
La principal área de comercio en Ciudad Real es el mercado 15 de septiembre, el antiguo mercado se encuentra entre la 5.ª y 6.ª avenida y 3.ª calle de Ciudad Real 1 y por su extensión en las últimas dos décadas abarca toda la 3.ª calle desde la 1.ª avenida hasta la 6.ª avenida, la 3.ª avenida es el área más transitada después de la calle Corona.
Establecimientos Educativos
Dentro de la colonia existen dos establecimientos educativos públicos, en Ciudad Real 1 la escuela Quirina Tassi de Agostini se encuentra entre la 5.ª y 6.ª avenida de la 2.ª calle a un costado de la subestación 14-42 de la PNC de Guatemala.  Y en Ciudad Real 2 la escuela Rigoberto Bran Azmitia (jornada matutina), Leónidas Mencos Ávila (jornada vespertina) y Licda. María de Jesús Godínez de Lima (jornada nocturna) sobre la 6.ª calle.
También existen varios colegios de carácter privado en toda la colonia.

## Geografía física
La localidad se encuentra al noreste del llamado “Graben de Guatemala”, que define la depresión del Valle de Las Vacas o de La Virgen. Al oeste del lugar se ubica el río El Frutal que divide la localidad de Villa Lobos y Ciudad Real, dicha quebrada recorre la zona 12 de Villa Nueva y desemboca en el río Villalobos en el área del Frutal en la zona 5 de Villa Nueva.

## Sistema de Transporte
Unidades del sistema de transporte de rutas cortas de Villa Nueva y San Miguel Petapa circulan por dicha zona, entre las unidades urbanas que circulan por Ciudad Real destacan las unidades del TransMIO de Villa Nueva y Transurbano proveniente de la Ciudad de Guatemala.